# All Hail
All Hail es el octavo álbum de estudio de la banda estadounidense de metalcore Norma Jean. El álbum se lanzó el 25 de octubre de 2019 a través de Solid State Records, el sexto lanzamiento de la banda en el sello. Es el último álbum con la participación del guitarrista Jeff Hickey, así como el primero con la participación del guitarrista Grayson Stewart y el baterista Matt Marquez.

## Lanzamiento
El álbum se anunció el 17 de julio de 2019, y su primer sencillo, [Mind Over Mind], se estrenó dos días después, el 19 de julio de 2019. La banda lanzó posteriormente el video musical de [Mind Over Mind] el 9 de agosto de 2019.
El segundo sencillo, Landslide Defeater, se lanzó el 15 de agosto de 2019.
El tercer sencillo, "/with_errors", se lanzó el 19 de septiembre de 2019.
El cuarto y último sencillo, "Safety Last", se lanzó el 4 de octubre de 2019.

## Lista de canciones
Todas las canciones escritas y compuestas por Norma Jean, excepto lo que se indique. 
| N.º | Título                                        | Duración |  |
| 1.  | «Orphan Twin»                                 | 1:56     |  |
| 2.  | «[Mind Over Mind]»                            | 2:38     |  |
| 3.  | «Safety Last»                                 | 3:44     |  |
| 4.  | «Volunteer Tooth Filing»                      | 0:41     |  |
| 5.  | «Landslide Defeater»                          | 3:19     |  |
| 6.  | «Full Circle in Under a Minute»               | 3:27     |  |
| 7.  | «/with_errors»                                | 3:59     |  |
| 8.  | «Trace Levels of Dystopia»                    | 3:24     |  |
| 9.  | «Translational»                               | 4:28     |  |
| 10. | «Extra Dimensional Palate Cleanser»           | 0:32     |  |
| 11. | «If [Loss] Then [Leader]»                     | 4:28     |  |
| 12. | «Careen»                                      | 5:39     |  |
| 13. | «Anna» (con Garrett Russell de Silent Planet) | 5:22     |  |
| 14. | «The Mirror & the Second Veil»                | 1:54     |  |

## Personal
Norma Jean
- Cory Brandan – voz, guitarra, bajo
- Jeff Hickey – guitarra, bajo
- Grayson Stewart – guitarra, bajo
- Matt Marquez – batería, percusión auxiliar

Músicos adicionales
- Garrett Russell: voz (pista 13).
- Matthew Putman – batería/percusión, producción, ingeniería, composición